# Mare Anguis

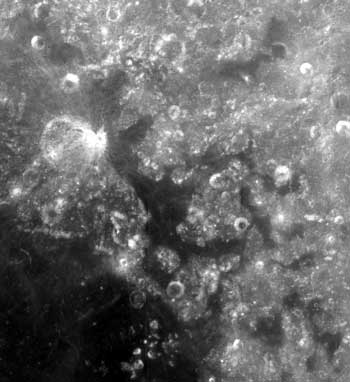
Mare Anguis. Tmavá plocha v levém spodním rohu je Mare Crisium

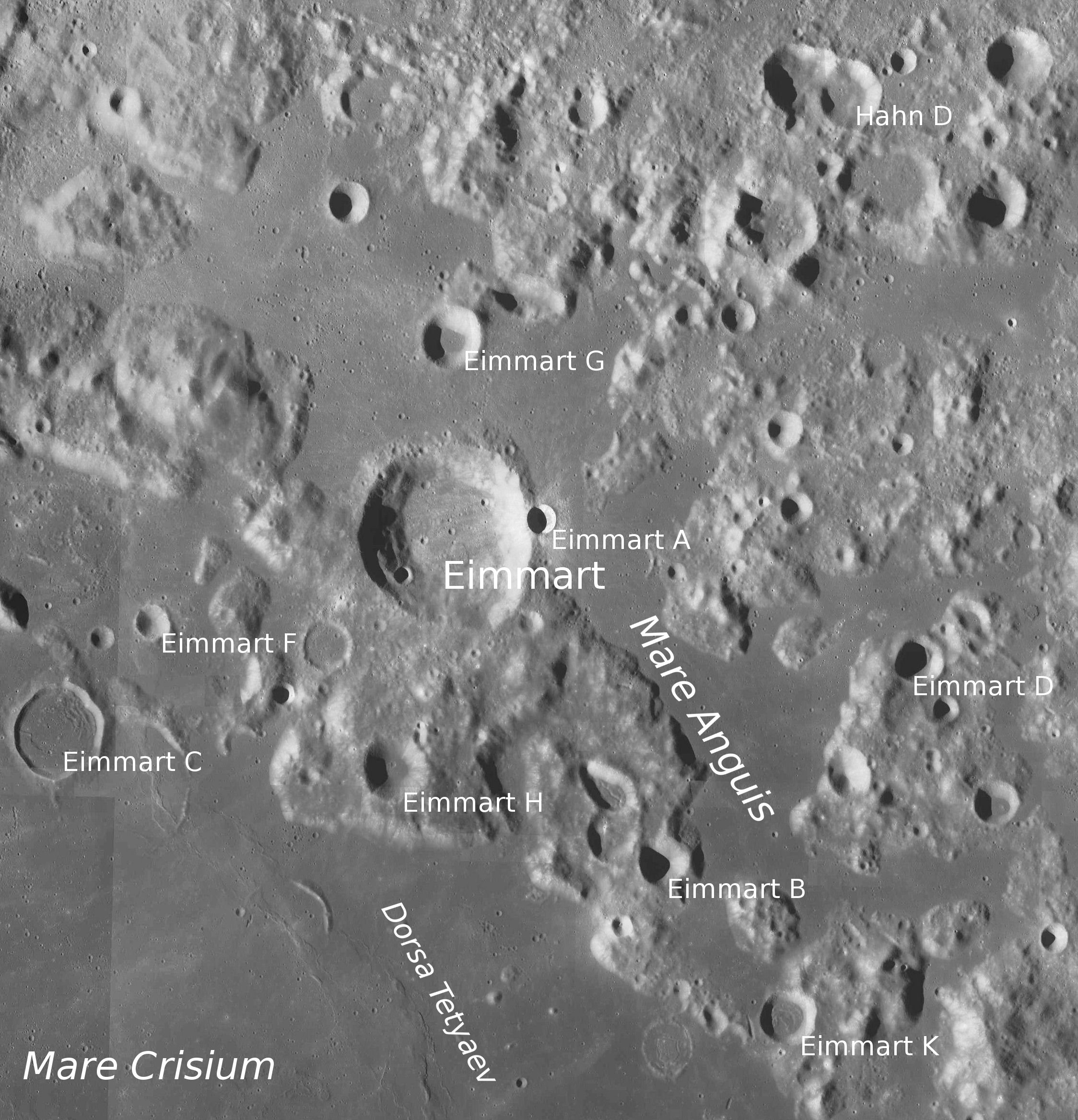
Mare Anguis a část Mare Crisium.

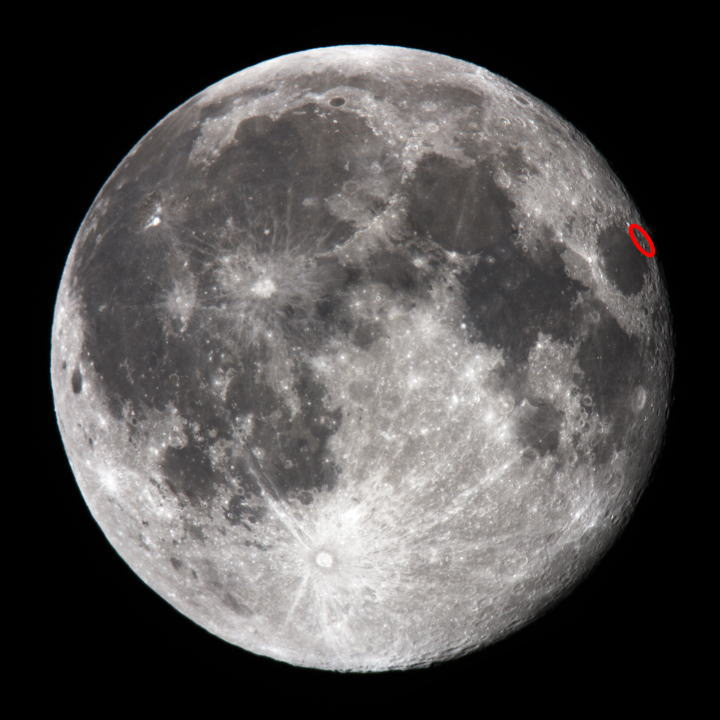
Poloha Mare Anguis.

Mare Anguis (česky Moře hada nebo Hadí moře) je malé měsíční moře nepravidelného tvaru s plochou přibližně 10 000 km² rozkládající se na severovýchodním okraji Mare Crisium (Moře nepokojů) na přivrácené straně Měsíce. Dominantu zde tvoří výrazný kráter Eimmart (průměr cca 46 km) se sítí satelitních kráterů. Povrch moře je tmavý (stejně jako u většiny ostatních měsíčních moří), což indikuje, že moře bylo vyplněno vulkanickými bazalty.
Střední selenografické souřadnice Mare Anguis jsou 22,4° S, 67,6° V.